# Ride for You (Lil Tjay)
Ride for You è un singolo del rapper statunitense Lil Tjay, pubblicato il 21 febbraio 2018.

## Tracce
1. Ride for You – 3:26